# IPT-1 Gafanhoto
Die IPT-1 Gafanhoto war ein Schulgleiter des brasilianischen Instituto de Pesquisas Tecnologicas (IPT).

## Geschichte
Um angehenden Piloten die ersten Schritte zu ermöglichen, benötigten die brasilianischen Aeroclubs ein einfaches Segelflugzeug für Anfänger. Die IPT-1 Gafanhoto war das erste vom neu gegründeten Instituto de Pesquisas Tecnologicas in São Paulo entworfene Flugzeug. Geplant war, ein einfaches Flugzeug zu konstruieren, das von interessierten Vereinen selbst gebaut werden konnte und mit Hilfe einer Winde oder von einem Fahrzeug gezogen starten konnte. Die einzige gebaute Maschine flog mehrere Jahre, eine Serienfertigung erfolgte nicht.

## Konstruktion
Die Gafanhoto war vollständig aus einheimischen Hölzern gefertigt. Das Flugzeug war ein verspannter abgestrebter Hochdecker Der Rumpf, unter dem eine einzelne Gleitkufe mit Gummipuffern angebracht war, bestand aus einem Holzgerüst und war mit Sperrholz verkleidet. Der Pilot saß wie beim Schulgleiter SG 38 vollständig im Freien.  Die Tragflächen und das Leitwerk waren eine mit Stoff bespannte Holzkonstruktionen. Im Zuge der Flugtests stellte sich heraus, dass die Tragflächen abgesenkt werden mussten, was zur Kürzung der Mittelstreben um 20 cm führte.

## Technische Daten
| Kenngröße              | Daten            |
| ---------------------- | ---------------- |
| Besatzung              | 1                |
| Länge                  | 5,40 m           |
| Spannweite             | 10,35 m          |
| Höhe                   | ? m              |
| Flügelfläche           | 15,3 m²          |
| Flügelstreckung        | ?                |
| Gleitzahl              | ?                |
| Geringstes Sinken      | ? m/s bei ? km/h |
| Leermasse              | 115 kg           |
| max. Startmasse        | 205 kg           |
| Mindestgeschwindigkeit | 55 km/h          |
| Höchstgeschwindigkeit  | 120 km/h         |
| Dienstgipfelhöhe       | ? m              |
| Reichweite             | ? km             |